# Pseudonautia saltuensis
Pseudonautia saltuensis är en insektsart som beskrevs av Marius Descamps 1983. Pseudonautia saltuensis ingår i släktet Pseudonautia och familjen Romaleidae. Inga underarter finns listade i Catalogue of Life.